# CoRoT-7 b
A CoRoT–7 b (előtte COROT-Exo-7b) a jelentések szerint egy exobolygó, amit a francia vezetésű COROT csillagászati műhold 2009-ben fedezett fel. A  még be nem határolt helyen lévő CoRoT-7 csillag körül kering, mely a Napnál némileg nagyobb, tőlünk 500 fényévnyire lévő Monoceros csillagképben van. A CoRoT–7 b tőle 2,5 millió km távolságban kering, keringési ideje 20,4 óra. A rendszernek jelenleg két bolygója ismert, a CoRoT–7 b és CoRoT–7 c, mindkettő szuperföld.
Ez a legkisebb exobolygó, melynek megmérték az átmérőjét, ami a Föld átmérőjének 1,7-szerese. Tömege a HARPS spektrográf adatai alapján a Föld tömegének 4,8-szorosa. Ezekkel az adatokkal 2009-ben a legkisebb átmérőjű és tömegű exobolygó. A mért adatok alapján a számított sűrűsége 5,5 g/cm3, amihez hasonló sűrűséggel csak három ismert bolygó rendelkezik: a Föld, a Merkúr és a Vénusz, ami azt jelenti, hogy a CoRoT-7 b is szilárd felszínű kőzetbolygó.

## Jellemzői
A bolygó nappali felszínén magas a hőmérséklet, 1500-2000 Celsius-fok, míg az éjszakai oldalon akár -200 fok is lehet. Ennek köszönhetően felszínét láva vagy vízgőz boríthatja. Összetétele még nem ismert. A bolygóknak egy olyan csoportjába tartozik, amelyről úgy vélik, nagyjából egyenlő arányban tartalmaz kőzeteket és vizet. Léteznek olyan elméleti munkák is, melyek alapján a CoRoT-7 b egy a Neptunuszhoz hasonló bolygó maradványa, khthonoszi bolygó lehet, mely  anyabolygójához viszonyított csekély távolsága miatt tömege jelentős részét elvesztette.
A tudósok afelől még bizonytalanok, hogy vajon ez egy óceánbolygó-e. Ilyen létezéséről eddig még nincs bizonyíték. Elméletileg egy ilyen bolygó teljes felszínét jég fedi, s ahogy egyre inkább közeledik a csillag felé, a jég felolvad, s víz lesz belőle.
20 órás keringési ideje az eddig ismert legrövidebb az exobolygók tekintetében.
A CoRoT kutatócsoportjának a tagja, az Essexi Egyetemen oktató Suzanne Aigrain szerint a bolygó sokkal jobban hasonlít a Földre, mint az eddig felfedezett exobolygók, s elképzelhető, hogy valahol szilárd a felszíne.

## Felfedezése
A CoRoT-7 b-re anyacsillagának fényváltozásait vizsgálva figyeltek fel. Ennek a fényváltozásnak az volt az oka, hogy a Földről nézve egy bolygó vonult át a csillag előtt. A fénykülönbség pontos mértékének valamint a csillag méretére elkészített becslések elegendőek ahhoz, hogy ki lehessen számítani a bolygó méretét.
A bolygó felfedezését a 2009-es párizsi CoRoT előadássorozat ideje alatt jelentették be. Tudományos szaklapban először az Astronomy and Astrophysics különkiadásában, egy, a CoRoT eredményeit bemutató számban jelent meg.
A bolygó neve a Francia Űrügynökség által vezetett COROT küldetésből származik, melyben az Európai Űrügynökség, Ausztria, Belgium, Németország, Spanyolország és Brazília is részt vesz. A CoRoT a „bolygókonvekció, forgás és átvonulás” francia megfelelőinek kezdeteiből létrehozott betűszó.

## Meghatározásának állapota
A CoRoT program szerint a projekt a HARPS spektrográffal próbálta meg meghatározni a helyét, de ez a csillag aktivitása miatt nem járt sikerrel. A helyszín későbbi pontos meghatározása végett egy tervezetet alkottak meg s nyújtottak be, melynek értelmében a vizsgálatokat a Spitzer űrtávcső programján keresztül bonyolítják le.

### Fordítás
Ez a szócikk részben vagy egészben  a   COROT-Exo-7b című angol Wikipédia-szócikk ezen változatának fordításán alapul.  Az eredeti cikk szerkesztőit annak laptörténete sorolja fel. Ez a jelzés csupán a megfogalmazás eredetét és a szerzői jogokat jelzi, nem szolgál a cikkben szereplő információk forrásmegjelöléseként.